# Encyclopædia Iranica
Encyclopædia Iranica é um projeto cujo objetivo é criar uma enciclopédia abrangente e autorizada no idioma inglês sobre a história, cultura e civilização dos povos iranianos desde a pré-história até os tempos modernos.

## Escopo
A Encyclopædia Iranica é dedicada ao estudo da civilização iraniana no Oriente Médio, no Cáucaso, na Europa, na Ásia Central e no subcontinente indiano. O trabalho de referência acadêmica acabará por abranger todos os aspectos da história e cultura iranianas, bem como todas as línguas e literaturas iranianas, facilitando toda a gama de pesquisas sobre estudos iranianos, da arqueologia às ciências políticas. É um projeto fundado por Ehsan Yarshater em 1973 e atualmente realizado no Centro de Estudos Iranianos da Universidade Columbia. É considerada a enciclopédia padrão da disciplina acadêmica da iranística.
O escopo da enciclopédia vai além do Irã moderno (também conhecido como "Pérsia") e abrange toda a esfera cultural iraniana, e muito além. As relações do mundo iraniano com outras culturas (China, países europeus etc.) também são abordadas.
O projeto publicou 15 volumes impressos e meio do 16º volume e planeja publicar um total de até 45 volumes. A Encyclopædia Iranica é patrocinada e publicada pela Fundação Encyclopædia Iranica. O texto completo da maioria das entradas está disponível gratuitamente para visualização on-line. Em uma entrevista de 2013 com a BBC Persian, Yarshater afirmou que a conclusão do projeto está prevista para 2020.

## Funcionários
Ehsan Yarshater foi o editor fundador da Encyclopædia Iranica de 1973 a 2017. O atual editor-chefe é Elton Daniel. O conselho editorial inclui Mohsen Ashtiany, Mahnaz Moazami e mais de 40 editores de consultoria de grandes instituições internacionais que pesquisam estudos iranianos. Os ex-editores de longa data incluem Ahmad Ashraf, Christopher Brunner, Habib Borjian, Kioumars Ghereghlou, Manuchehr Kasheff, Dagmar Riedel e Houra Yavari. Um número crescente (mais de 1.300 em 2016) de acadêmicos em todo o mundo contribuiu com artigos para a Encyclopædia Iranica.

## Controvérsia
Em 25 de março de 2007, a Associated Press divulgou uma reportagem sobre a Encyclopædia Iranica, alegando que é "apoiada pelos EUA". A Encyclopædia Iranica publicou uma resposta oficial, dizendo que o relatório era "impreciso e difamatório", enquanto a Fundação Nacional para as Humanidades apóia a enciclopédia, a Endowment é "uma agência federal independente cujos muitos projetos são revisados e decididos por painéis independentes de estudiosos", não o governo dos EUA, e que apenas um terço do orçamento da enciclopédia é fornecido pelo Fundo, não pela metade, como a Associated Press havia afirmado.
Muitas fundações, organizações e indivíduos apoiaram a Encyclopædia Iranica . A enciclopédia é patrocinada desde 1979 pela National Endowment for the Humanities, bem como pelo Conselho Americano de Sociedades Aprendidas, Union Académique Internationale, Iran Heritage Foundation e muitas outras fundações de caridade, famílias filantrópicas e indivíduos.

## Recepção
Em uma revisão do Volume III, Richard W. Bulliet chama a Encyclopædia Iranica "não apenas uma necessidade para os iranistas [mas] de valor inestimável para todos os envolvidos com a história e a cultura do Oriente Médio". Ali Banuazizi, no entanto, observa que seu foco está no Irã "como percebido, analisado e descrito por seus alunos mais distintos, principalmente ocidentais". Em 1998, a revista Iranian Studies dedicou uma edição dupla (vol. 31, nº 3/4) às revisões da enciclopédia, chegando a 700 páginas por 29 autores em tantos assuntos.

## Volumes
Em julho de 2015, a versão on-line da Encyclopædia Iranica tinha quase 7.300 entradas, das quais cerca de 1.100 estão disponíveis apenas na Internet; a edição impressa compreende 15 volumes e fascículos XVI/1 e XVI / 2.
| entradas iniciais e finais                                                | ano de publicação | número do volume                            | ISBN |
| ------------------------------------------------------------------------- | ----------------- | ------------------------------------------- | ---- |
| ĀB – ANĀHID                                                               | 1985              | I                                           |      |
| ANĀMAKA – ĀṮĀR AL-WOZARĀʾ                                                 | 1987              | II                                          |      |
| ĀTAŠ – BEYHAQI                                                            | 1989              | III                                         |      |
| BĀYJU – CARPETS                                                           | 1990              | IV                                          |      |
| CARPETS – COFFEE                                                          | 1992              | V                                           |      |
| COFFEEHOUSE – DĀRĀ                                                        | 1993              | VI                                          |      |
| DĀRĀ(B) – EBN AL-AṮIR                                                     | 1996              | VII                                         |      |
| EBN ʿAYYĀŠ – EʿTEŻĀD-AL-SALṬANA                                           | 1998              | VIII                                        |      |
| ETHÉ – FISH                                                               | 1999              | IX                                          |      |
| FISHERIES – GINDAROS                                                      | 2001              | X                                           |      |
| GIŌNI – HAREM I                                                           | 2003              | XI                                          |      |
| HAREM I – ILLUMINATIONISM                                                 | 2004              | XII                                         |      |
| ILLUMINATIONISM – ISFAHAN                                                 | 2006              | XIII                                        |      |
| ISFAHAN IX – JOBBĀʾI                                                      | 2008              | XIV                                         |      |
| KAŠḠARI, SAʿD-AL-DIN                                                      | 2011              | XV                                          |      |
| KASHAN – KAŠŠI, ABU ʿAMR MOḤAMMAD KAŠŠI, ABU ʿAMR MOḤAMMAD – KÉGL, SÁNDOR | 2012 2013         | XVI (fascículo XVI/1) XVI (fascículo XVI/2) |      |